# Hans Rosbaud
Hans Rosbaud (ur. 22 lipca 1895 w Grazu, zm. 29 grudnia 1962 w Lugano) – austriacki dyrygent.

## Życiorys
Studiował w konserwatorium Hocha we Frankfurcie nad Menem, gdzie jego nauczycielami byli Bernhard Sekles (kompozycja) i Alfred Hoehn (fortepian). W latach 1921–1930 był dyrektorem Hochschule für Musik w Moguncji i dyrygentem orkiestry miejskiej. Od 1929 do 1937 roku pełnił funkcję dyrektora muzycznego i pierwszego dyrygenta rozgłośni Frankfurter Rundfunk. W następnych latach był generalnym dyrektorem muzycznym i dyrygentem orkiestry miejskiej w Münster (1937–1941) i Strasburgu (1941–1944). W 1945 roku został kierownikiem Münchner Philharmoniker. W 1948 roku został głównym dyrygentem Sinfonieorchester des Südwestrundfunks w Baden-Baden. W latach 1950–1962 pełnił funkcję dyrygenta Tonhalle-Orchester, od 1955 do 1958 roku był też dyrektorem muzycznym Opernhaus w Zurychu.
Jako dyrygent propagował muzykę współczesną. Brał udział w Donaueschinger Musiktage i festiwalach Międzynarodowego Towarzystwa Muzyki Współczesnej. Dokonał prawykonań wielu dzieł, m.in. suity Das Nusch-Nuschi Paula Hindemitha (1928), opery Mojżesz i Aron Arnolda Schönberga (wyk. koncertowe Hamburg 1954, wyk. sceniczne Zurych 1957), II koncertu fortepianowego Béli Bartóka (Frankfurt 1933, z kompozytorem występującym jako solista), Monopartita Arthura Honeggera (1951), Réveil des oiseaux Oliviera Messiaena (1953) czy dedykowanego mu Le Marteau sans maître Pierre’a Bouleza (1955).